# Tassadia aristata
Tassadia aristata là một loài thực vật có hoa trong họ La bố ma. Loài này được (Benth. ex E.Fourn.) Fontella miêu tả khoa học đầu tiên năm 1977.